# Arribada
En náutica, arribada (del latín ad, á, y ripa, ribera) por definición es la bordada que da un buque dejándose ir con el viento.
- De arribada: denota la acción de dirigirse o llegar la nave por algún motivo a puerto que no es en el que ha de terminar su viaje.
- llegar la arribada a tal rumbo: se dice estando a la capa, para denotar la magnitud de dicho movimiento giratorio y formar juicio de lo que se cae a sotavento.
- partir de arribada: girar repentinamente el buque hacia sotavento, y también empezar el movimiento de arribar, cuando se le impele a ello.
- tenerlo en la arribada, tenerle al arribada, reparar la arribada: contener con el timón el movimiento giratorio de la proa hacia sotavento.
- navegar arribado: navegar en dirección que forme con la del viento un ángulo mayor que las de seis cuartas de bolina.

Otro nombre de arribada es arribaje.

## Arribar
Arribar es el sitio donde se puede atracar o llegar a la playa. Es llegar la nave al puerto en que termina su viaje, o a que tenga que dirigirse para evitar algún peligro o remediar alguna necesidad. También es dejarse ir con el viento; o caer la proa a sotavento, aumentando el ángulo que su dirección forma con el viento.

## Compuestos
- arribar a un tiempo: en táctica naval, indica que varios buques formado una línea o columna, efectúan en el mismo momento el movimiento de arribada.
- arribada en popa: denota que un buque iniciado el movimiento de arribada no cesa hasta recibir el viento por la popa.
- arribada gobernando: indica llevar el timón a sotavento cuanto sea necesario para mantener el buque al rumbo que debe seguir, evitando así que por cualquier causa se barloventee demasiado.
- arribar por palmos: frase por la que se señala que una nave arriba muy poco a poco con suma precaución y cautela para no sotaventarse demasiado, cuando por cualquier causa precisa que no suceda.